# 独逸国際移動写真展
独逸国際移動写真展（どいつこくさいいどうしゃしんてん）とは、1931年に日本で開催された写真展。4月には東京で、7月には大阪で開催された。主催は朝日新聞社。
これは、1929年に、ドイツシュトゥットガルトで、ドイツ工作連盟の主催で開催された「Film und Foto」 (Internationale Ausstellung Film und Foto) 展の写真部門の日本巡回展である。国際光画協会（村山知義と山内光（岡田桑三））の斡旋により実現した。
展覧会カタログのようなものが作成されなかったこともあり、当時の新聞・雑誌からその内容をうかがうしかないが、写真作品1000点以上（1180点余りとの情報もある）が展示された大規模な企画で、欧米の写真家、例えばラースロー・モホイ＝ナジ、ベレニス・アボット、マン・レイ、アンドレ・ケルテス、ウジェーヌ・アジェらの作品が展示されたといい、日本の写真家たちに重大な影響を与えている（例えば、木村伊兵衛、安井仲治など）。
日本の写真動向が新興写真へと向かう大きな原動力となったと考えられる、重要な展覧会である。

## 独逸国際移動写真展の評価
「【カラー版】世界写真史」（監修＝飯沢耕太郎、美術出版社、2004年）には、次のような記載がある（72ページ、飯沢耕太郎執筆部分）。
1931年に朝日新聞社主催で東京と大阪で開催された「独逸（ドイツ）国際移動写真展」をひとつの契機として、日本でもモダニズム写真の運動が大きく広がっていった。
また、「日本写真史概説」（飯沢耕太郎他、岩波書店・「日本の写真家」別巻、1999年）には、次のような記載がある（50ページ、飯沢耕太郎執筆部分）。
安井仲治は「色々な人の写真の問題を発見することの出来た一番優秀な展覧会で、この展覧作品は私の頭に残つてをりまして、いまだに私の作家的な気持を支配してをります」（「写真の発達とその芸術的諸相」『新体制国民第十輯　芸術篇』朝日新聞社、一九四二）と同展を回想している。